# Козероги
Козеро́ги — село в Україні, у Гончарівській селищній громаді Чернігівського району Чернігівської області. Населення становить 263 осіб.

## Історія
За даними на 1859 рік у казенному, козацькому й власницькому селі Чернігівського повіту Чернігівської губернії мешкало 536 осіб (279 чоловічої статі та 257 — жіночої), налічувалось 90 дворових господарств.
Станом на 1886 у колишньому державному й власницькому селі Слабинської волості мешкало 832 особи налічувалось 107 дворових господарства, існували постоялий будинок, 7 вітряних млинів.
За переписом 1897 року кількість мешканців зросла до 849 осіб (421 чоловічої статі та 428 — жіночої), з яких всі — православної віри.

## Населення

### Мова
Розподіл населення за рідною мовою за даними перепису 2001 року:
| Мова       | Кількість | Відсоток |
| ---------- | --------- | -------- |
| українська | 256       | 97.34%   |
| російська  | 7         | 2.66%    |
| Усього     | 263       | 100%     |

## Культура та відпочинок
- В селі розташований тренінговий полігон Київської асоціації практикуючих психологів та психотерапевтів (КАППП [Архівовано 18 Серпня 2021 у Wayback Machine.]).
- Біля села розташована гідрологічна пам'ятка природи — Озеро Козероги.

## Відомі особистості
В поселенні народилися:
- Тимошко Ганна Миколаївна (* 1949) — український педагог.

## Галерея

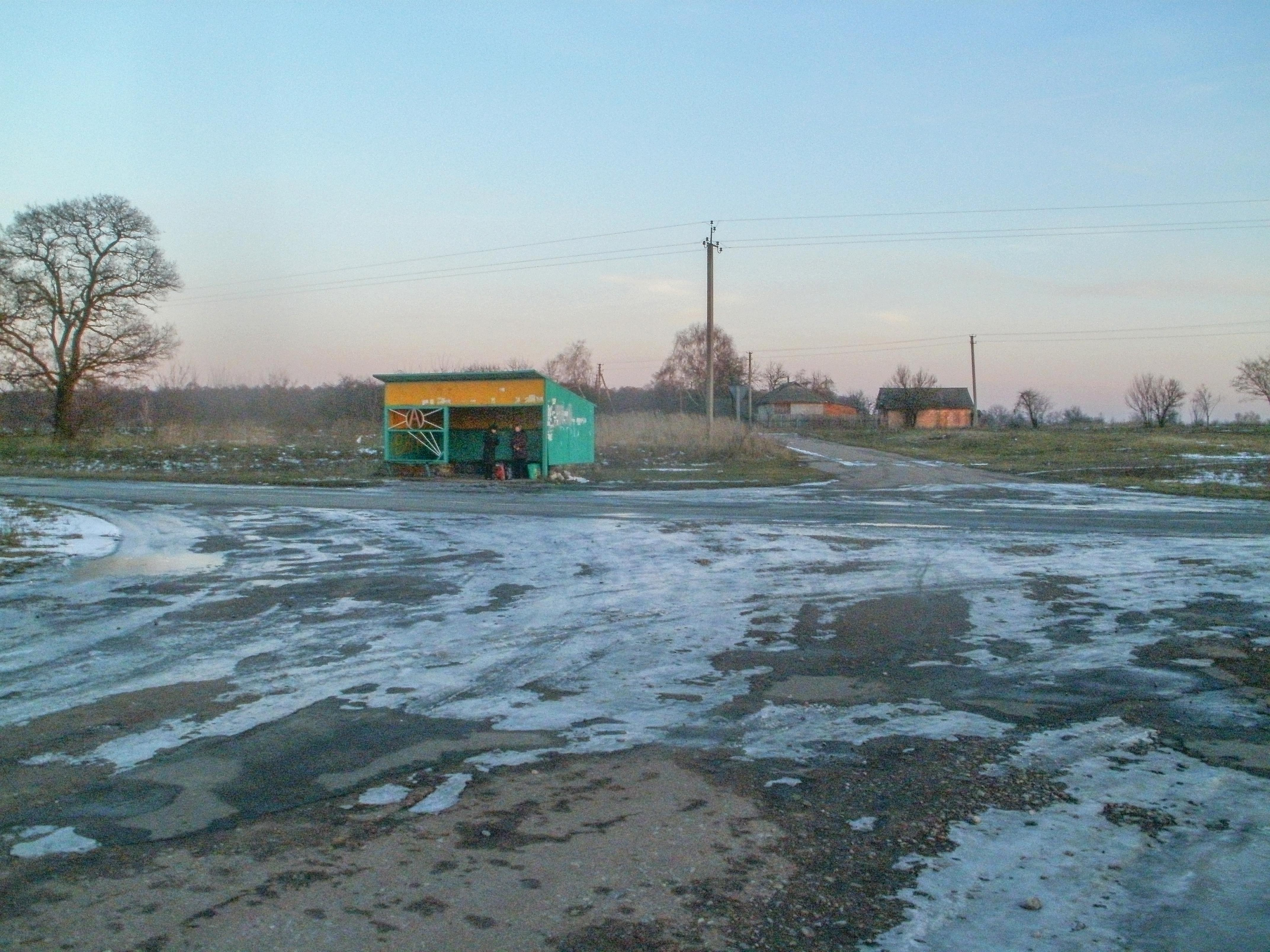
Автобусна зупинка
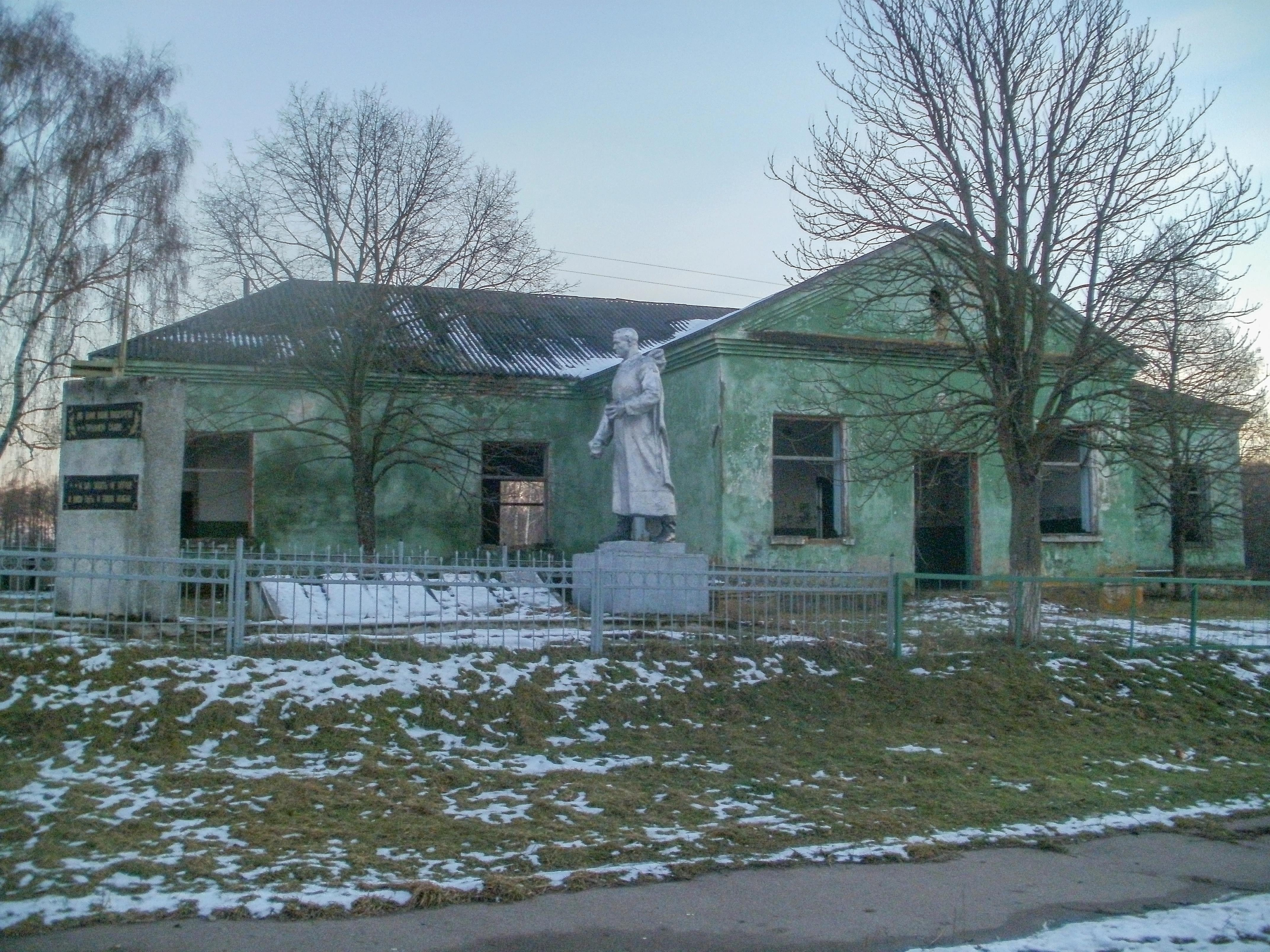
Пам'ятник загиблим воїнам
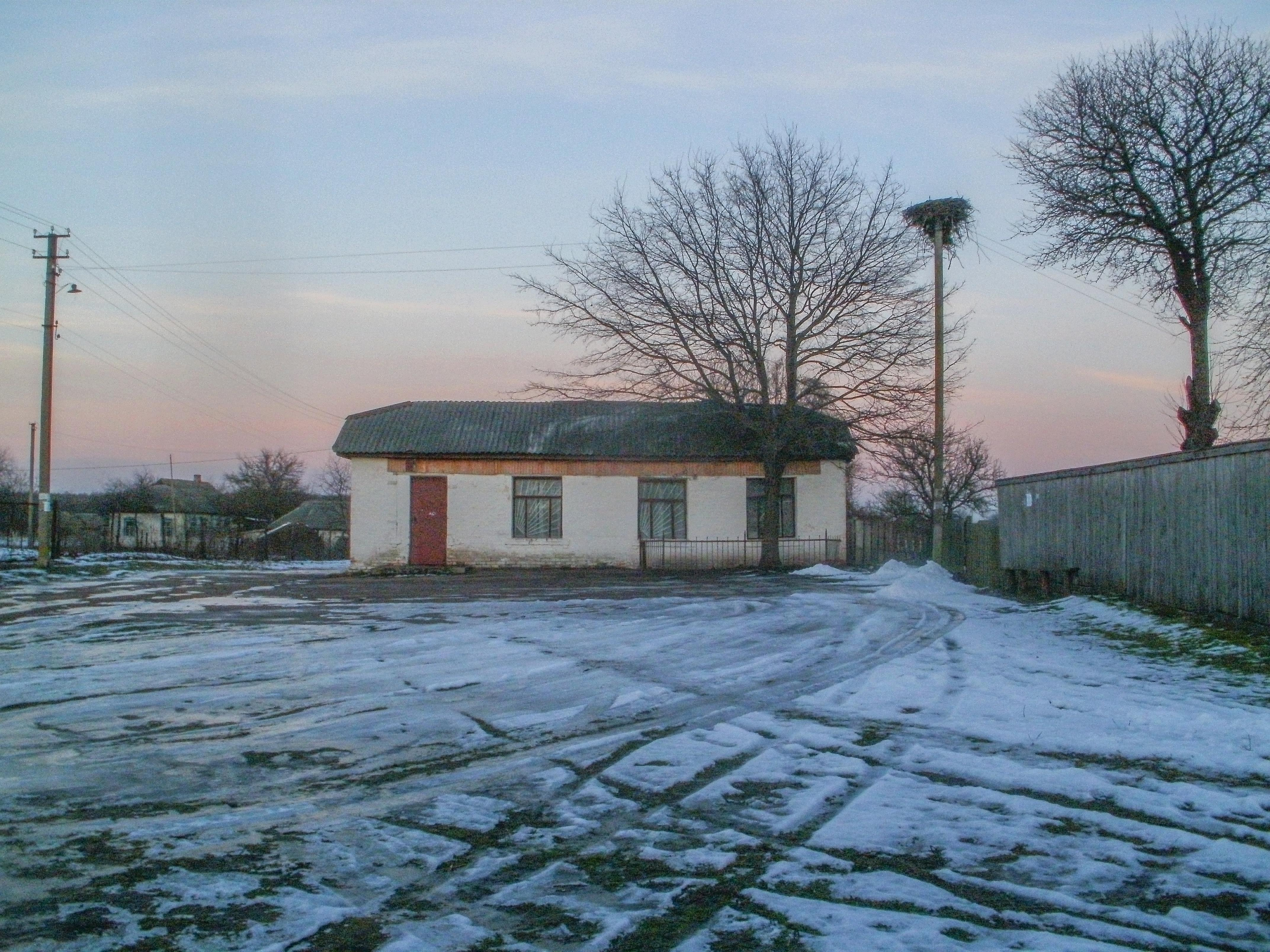
Сільрада
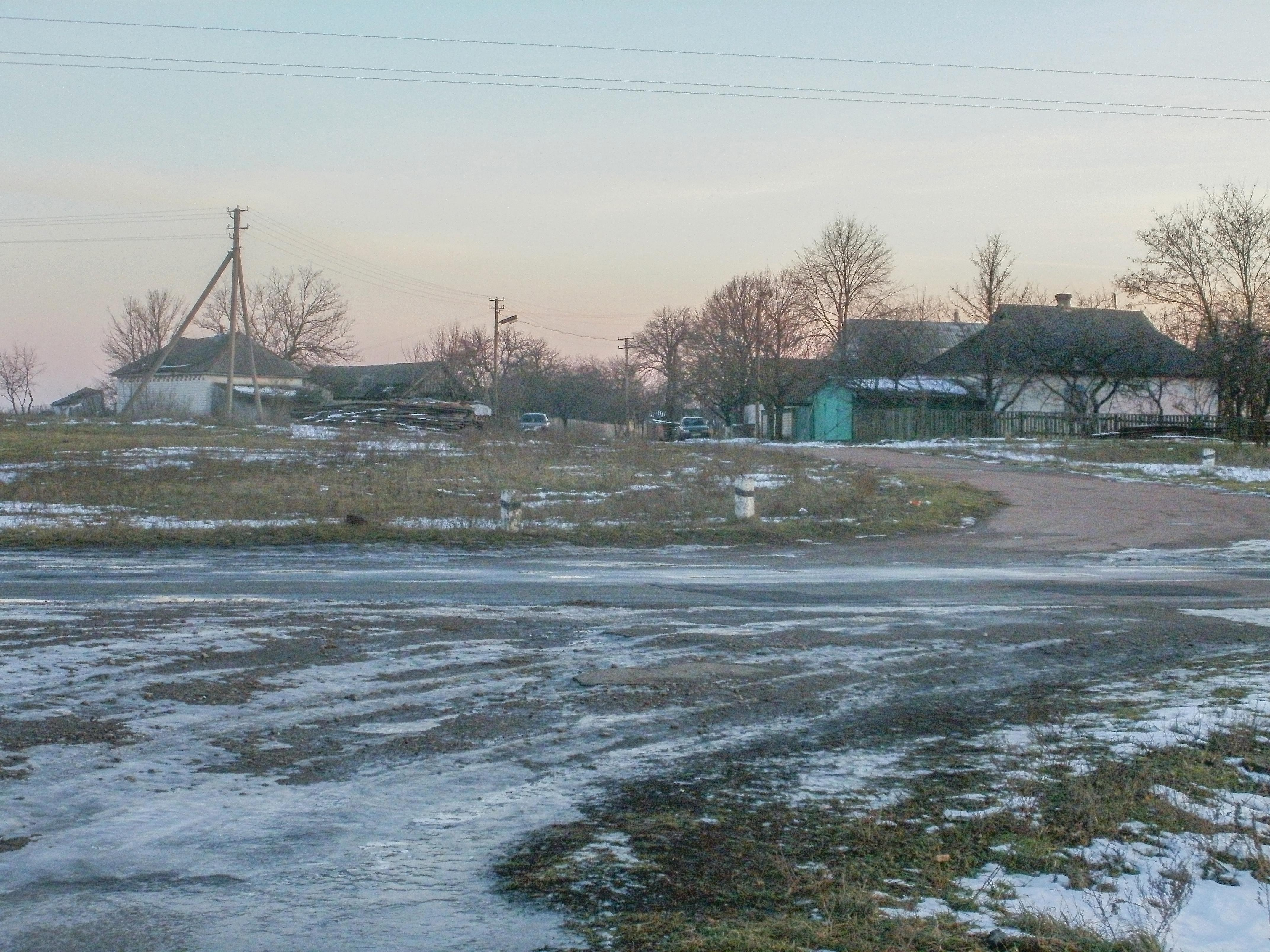
типові хати
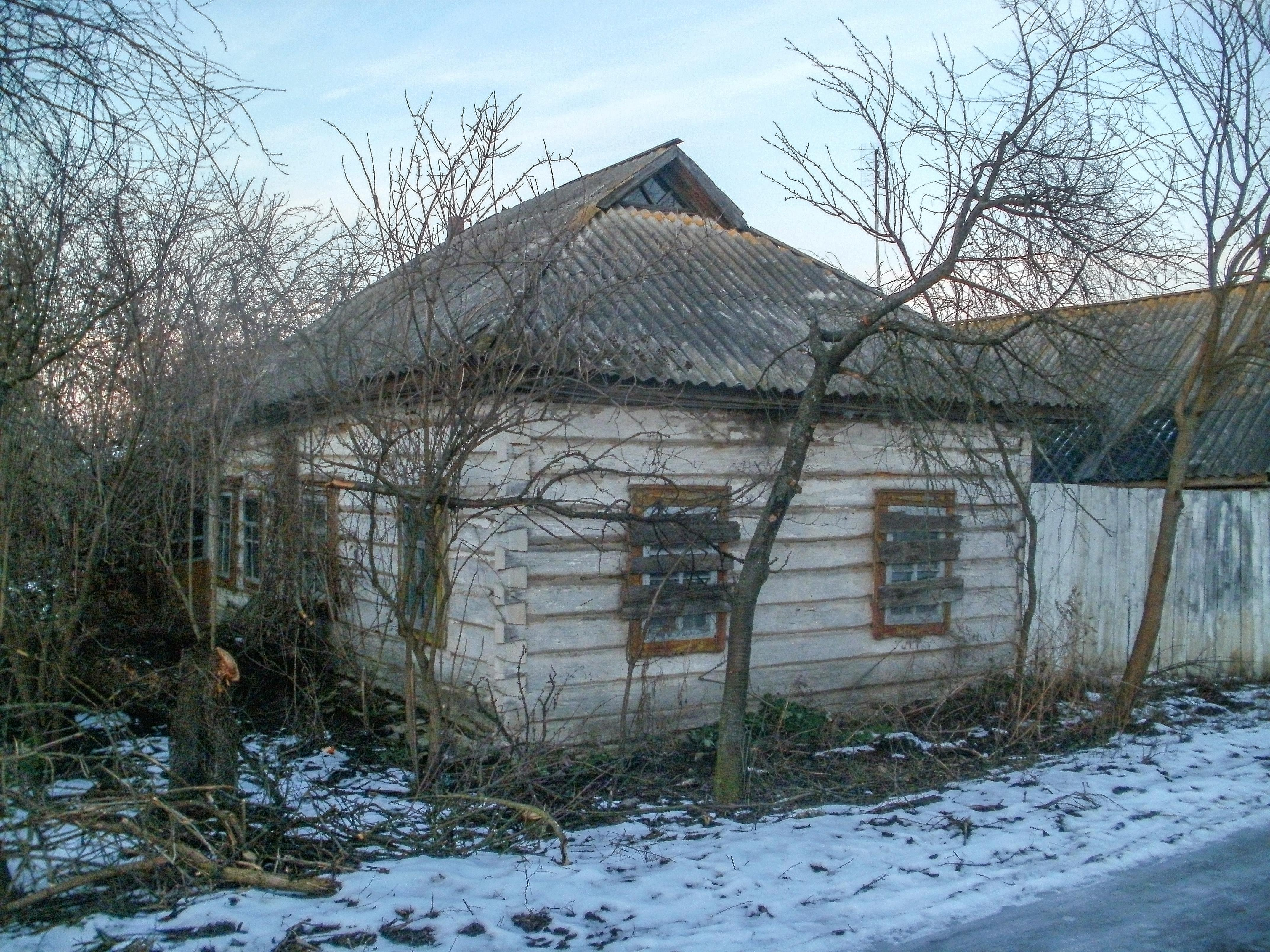
покинута хата